# Pría
Pría ist eine von 28 Parroquias in der Gemeinde Llanes der autonomen Region Asturien in Spanien.

## Geographie
Pría ist eine Parroquia mit 452 Einwohnern (2011) und einer Grundfläche von 10,84 km². Es liegt auf 65 m über NN.

### Gewässer in der Parroquia
Die Parroquia liegt am Rio Millares, der direkt ins Kantabrische Meer mündet.

### Verkehrsanbindung
Nächster Flugplatz ist Oviedo.

### Am Jakobsweg
Piñeres de Pría ist eine Station am Jakobsweg, dem Camino de la Costa. Es gibt hier die Pilgerherberge: Albergue de Peregrinos «San Rafael» – Piñeres de Pria, s/n – 33591-Llanes
mit 10 Plätzen.
Telefonnummer der Gemeindeverwaltung 985-40.00.71

## Wirtschaft
Fischfang und Landwirtschaft prägt seit alters her die Region. Berühmt ist die Parroquia für den typischen Käse, den Queso de Pría.

## Klima
Angenehm milde Sommer mit ebenfalls milden, selten strengen Wintern. In den Hochlagen können die Winter durchaus streng werden.

## Sehenswürdigkeiten
- Palacio de Garaña (Stadtpalast)
- Kapelle San Ramón

## Dörfer und Weiler in der Parroquia
- Pria de la Cabuerna – 24 Einwohner (2007)
- Belmonte de Pría – 37 Einwohner (2011) 43° 26′ 23″ N, 4° 58′ 48″ W
- Garaña – 51 Einwohner (2011) 43° 27′ 7″ N, 4° 57′ 57″ W
- La Pesa – 86 Einwohner (2011) 43° 26′ 50″ N, 4° 57′ 53″ W
- Llames – 69 Einwohner (2011) 43° 27′ 9″ N, 4° 58′ 29″ W
- Piñeres – 96 Einwohner (2011) 43° 26′ 31″ N, 4° 57′ 21″ W
- Silviella – 18 Einwohner (2011) 43° 26′ 25″ N, 4° 57′ 52″ W
- Villanueva – 95 Einwohner (2011) 43° 27′ 10″ N, 4° 57′ 14″ W